# Амстердамский договор
Амстердамский договор о внесении изменений в Договор о Европейском союзе, договор об учреждении Европейских сообществ и некоторые связанные с этим акты, широко известен как Амстердамский договор. Был подписан 2 октября 1997 года и вступил в силу 1 мая 1999 года. Внёс существенные изменения в договоре о Европейском союзе, который был подписан в Маастрихте в 1992 году. Чётко прописаны условия вступления в ЕС, включены шенгенские соглашения, изменена нумерация статей и параграфов учредительных договоров.